# Lina Rodríguez
Lina Rodríguez es una directora, productora y guionista de cine colombiana, reconocida por sus largometrajes Señoritas y Mañana a esta hora y el cortometraje Ante mis ojos.

## Carrera
Rodríguez nació en la ciudad de Bogotá y se trasladó a tierras canadienses para desempeñar su carrera en la dirección fílmica. Estudió producción de cine y vídeo en la Universidad de Nueva York en Toronto y desde entonces ha dirigido y producido varios cortometrajes de corte experimental.
Su primer largometraje, Señoritas, fue estrenado en el Festival Internacional de Cine de Cartagena de Indias en 2013. En 2017 estrenó su segunda película, Mañana a esta hora, protagonizada por la actriz Laura Osma. Un año después dirigió el cortometraje Ante mis ojos, donde usó la Laguna de Guatavita como eje central.

## Filmografía destacada

### Cortometrajes
- 2004 - In memoriam
- 2005 - Cycle
- 2008 - Convergences et rencontres
- 2011 - Einschnitte
- 2018 - Ante mis ojos
- 2019 - Aquí y allá[7]

### Largometrajes
- 2014 - Señoritas
- 2017 - Mañana a esta hora